# Stanisław Jurczuk
Stanisław Jurczuk (ur. 24 lutego 1957 w Siedlcach, zm. 11 kwietnia 2020) – polski duchowny rzymskokatolicki, kanonik, prezes Katolickiego Stowarzyszenia Niepełnosprawnych Archidiecezji Warszawskiej.

## Życiorys
Po ukończeniu Wyższego Metropolitalnego Seminarium Duchownego w Warszawie w 1984 roku przyjął święcenia kapłańskie z rąk kard. Józefa Glempa.
Od 1995 roku był prezesem Katolickiego Stowarzyszenia Niepełnosprawnych Archidiecezji Warszawskiej. W latach 1997–2001 piastował stanowisko doradcy prezesa Państwowego Funduszu Rehabilitacji Osób Niepełnosprawnych, a także członka sekcji Polityka społeczna Narodowej Rady Rozwoju.
Zmarł 11 kwietnia 2020. Pochowany na cmentarzu w Milanówku.

## Kontrowersje
Jako jeden z ekspertów w programie TVP Sprawa dla Reportera, w którym przedstawiona została historia kobiety chorej na raka po mastektomii (amputacja piersi) stwierdził, że "Mąż źle panią traktował, bo pani męża nie obsługiwała w łóżku. Pani jako żona ma obowiązki też, także współżycia, to jest obowiązek małżeński"

## Odznaczenia
- Krzyż Kawalerski Orderu Odrodzenia Polski (pośmiertnie)[3]